# A.K.A. I-D-I-O-T
A.K.A. I-D-I-O-T is de tweede ep van de Zweedse rockband The Hives. Deze ep is uitgekomen in 1998.

## Nummers
1. A.A.A. I-D-I-O-T
2. Outsmarted
3. Untutored Youth
4. Fever
5. Mad Man